# Adarmahan
Adarmahān (dans les sources grecques nommé Ἀδααρμάνης, Adaarmanes ou Adarmon ; actif à la fin du VIe siècle) est un général perse, posté à la frontière ouest de l'Empire sassanide, connu pour ses actions contre les forces byzantines lors de la guerre perso-byzantine de 572-591.

## Biographie

Carte de la frontière perso-byzantine.

Pour l'historien Jean d'Ephèse, Adarmahan est un marzbān (général de province frontalière, « margrave »), probablement de Nisibis. C'est dans cette ville qu'il était affecté en 573 lorsque le roi perse Khosro Ier (r. 531-579) l'envoie à la tête d'une armée pour envahir la province byzantine de Syrie. Il dévaste la province, met à sac la ville d'Apamée, capture plusieurs centaines de prisonniers et bat une petite force romaine sous le commandement du général Magnus,,. 
En 577, alors qu'il mène des raids dans la province byzantine d'Osroène, il bat en retraite lors de l’approche d’une importante armée sous le commandement du général Justinien. En 580, le général byzantin Maurice marche le long du fleuve Euphrate sur la capitale sassanide, Ctésiphon. En réponse, Adarmahan reçoit l'ordre de mener des opérations au nord de la Mésopotamie (581), afin de menacer le ravitaillement des Byzantins et forcer Maurice à s'arrêter et à se retirer avec son armée dans le nord. Adarmahan pille à nouveau l'Osroène, et il réussit à prendre sa capitale, Édesse. Il marche alors avec son armée sur Callinicum sur l'Euphrate. Là, il rencontre l’armée de Maurice et subit une petite défaite le forçant à se retirer,. En juin de l'année suivante (582), Adarmahan subit une importante défaite face aux troupes de Maurice lors de la bataille de Constantine, s'échappant de justesse du champ de bataille, alors que son cocommandant Tamkhosrau est tué,. Après cet évènement, il n'est plus fait mention d'Adarmahan.